# Haeundae
Pour le film, voir Haeundae (film).

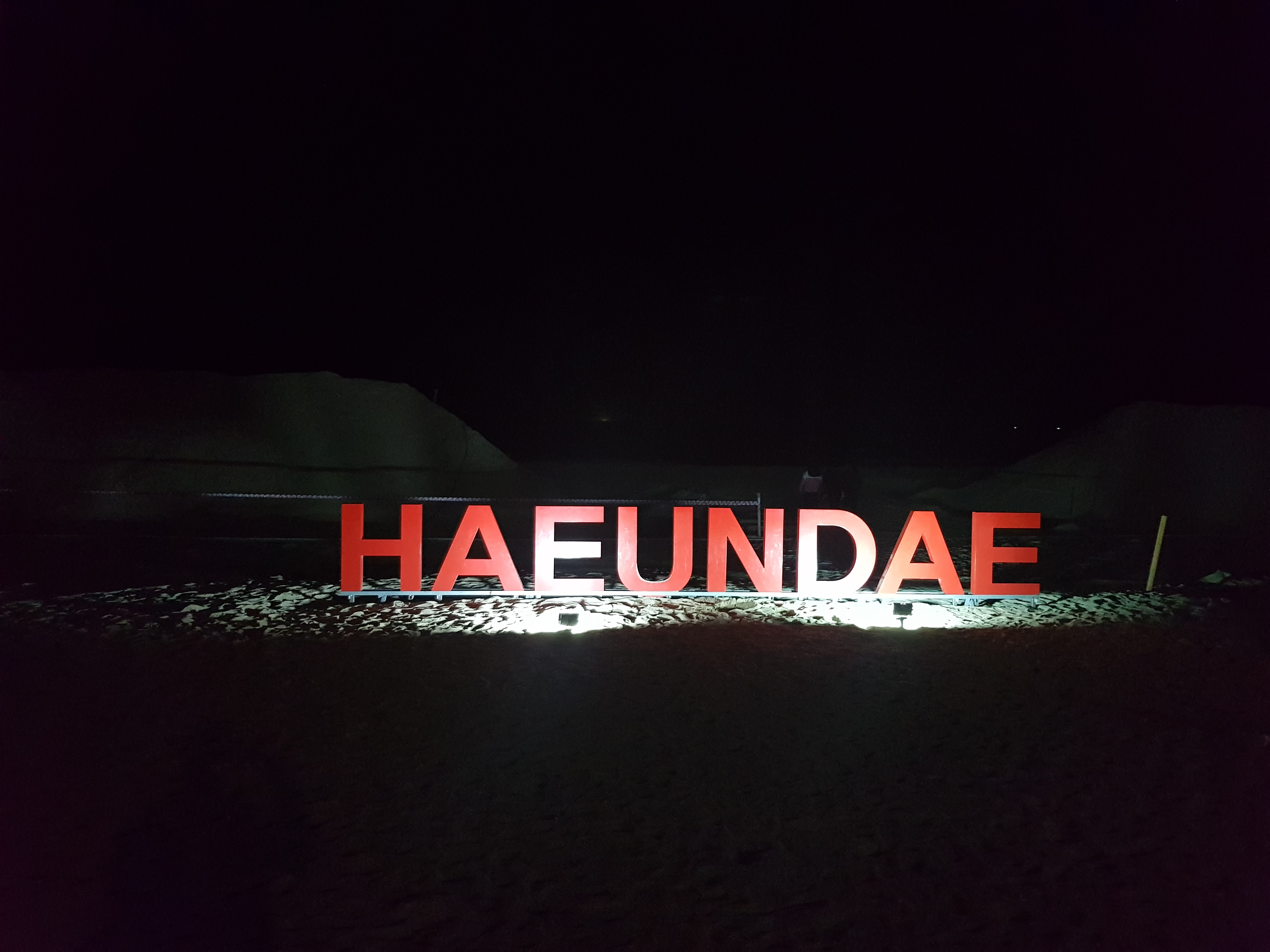
Logo de Haeundae sur la plage

Haeundae est un gu (arrondissement) situé dans la partie orientale de la ville de Busan, en Corée du Sud. En 2007, Avec 423 167 habitants, l'arrondissement possède 11,6 % de la population totale de Busan. L'arrondissement a obtenu son statut administratif en 1980, après avoir été intégré par la ville de Busan en 1976.
Situé en front de mer, Haeundae attire des dizaines de milliers de touristes chaque année. Il a fait l'objet d'un développement commercial considérable au cours des dernières décennies.